# О-Нкам
О-Нкам (фр. Haut-Nkam) — один из 8 департаментов Западного региона Камеруна. Находится в северо-западной части региона, занимая площадь в 958 км².
Административным центром департамента является город Бафанг (фр. Bafang). Граничит с департаментами: Менуа (на севере и северо-западе), О-Плато (на северо-востоке и востоке), Нде (на востоке), Нкам (на юге и юго-востоке) и Мунго (на западе и юго-западе).

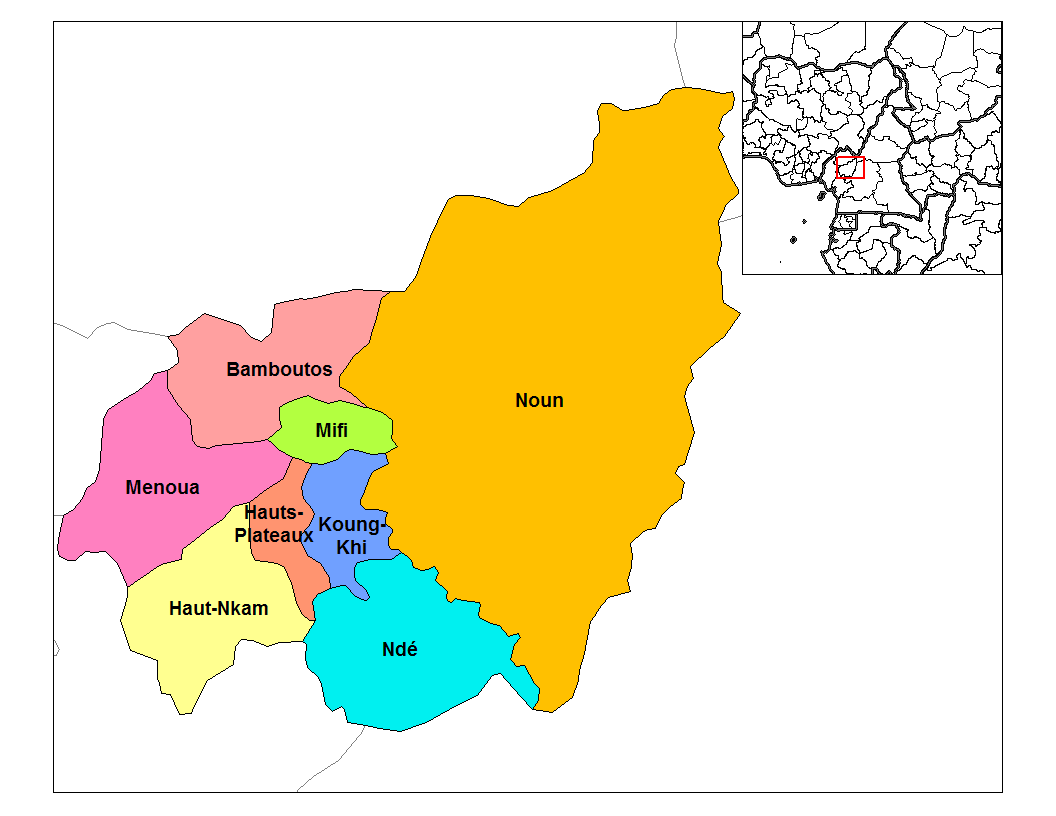
Департамент От-Нкам на карте Западного региона

## Административное деление
Департамент О-Нкам подразделяется на 7 коммун:
1. Бана (фр. Bana)
2. Бафанг (фр. Bafang) (городская коммуна)
3. Бафанг (фр. Bafang) (сельская коммуна)
4. Банджа (фр. Bandja)
5. Банка (фр. Banka)
6. Кекем (фр. Kékem)
7. Баку (фр. Bakou)